# Итаперуна (микрорегион)
Итаперуна (порт. Microrregião de Itaperuna) — микрорегион в Бразилии, входит в штат Рио-де-Жанейро. Составная часть мезорегиона Северо-запад штата Рио-де-Жанейро. Население составляет 	195 119	 человек (на 2010 год). Площадь — 	3126,784	 км². Плотность населения — 	62,40	 чел./км².

## Демография
Согласно сведениям, собранным в ходе переписи 2010 г. Национальным институтом географии и статистики (IBGE), население микрорегиона составляет:						
| Полное население                             | Полное население                             | Полное население                             | Полное население                             | 195 119 |
| -------------------------------------------- | -------------------------------------------- | -------------------------------------------- | -------------------------------------------- | ------- |
| в том числе:                                 | Городское население                          | 165 900                                      | Процент городского населения, %              | 85,03   |
|                                              | Сельское население                           | 29 219                                       | Процент сельского населения, %               | 14,97   |
|                                              | Мужское население                            | 95 428                                       | Процент мужского населения, %                | 48,91   |
|                                              | Женское население                            | 99 691                                       | Процент женского населения, %                | 51,09   |
| Плотность населения, чел/км²                 | Плотность населения, чел/км²                 | Плотность населения, чел/км²                 | Плотность населения, чел/км²                 | 62,40   |
| Население микрорегиона в % к населению штата | Население микрорегиона в % к населению штата | Население микрорегиона в % к населению штата | Население микрорегиона в % к населению штата | 1,22    |

## Статистика
- Валовой внутренний продукт на 2003 год составляет 1 095 932 319,00 реалов (данные: Бразильский институт географии и статистики).
- Валовой внутренний продукт на душу населения на 2003 год составляет 5895,92 реалов (данные: Бразильский институт географии и статистики).

## Состав микрорегиона
В составе микрорегиона включены следующие муниципалитеты:
1. Бон-Жезус-ду-Итабапоана
2. Италва
3. Итаперуна
4. Лажи-ду-Муриаэ
5. Нативидади
6. Порсиункула
7. Варри-Сай